# Душко Згоњанин
Душко Згоњанин (1926 — Бања Лука, 1994) био је полицајац, познат као начелник Службе државне безбједности. Паралелно са Васом Гачићем приписују му се етнички прогони у Босни и Херцеговини. Прославио се у прогону Хамдије Поздерца.
Био је оперативац и начелник УДБА у Добоју. Службу је продужио у Бањалуци, а након тога је постаје шеф Службе државне безбедности у Сарајеву и шеф СДБ Босне и Херцеговине. 1980-их година је постаје босански министар полиције.

## Афера Агрокомерц
Повезује се са банкарском Афером Агрокомерц из 1987. године. Овај догађај је довео до повећане стопе инфлације у Југославији и утицао је на политичку дестабилизацију СР Босне и Херцеговине. Kao тадашњи министар полиције, Згоњанин је предводио истрагу овог случаја. На седници Председништва Социјалистичке Републике Босне и Херцеговине 3. новембра 1987. године, он је изнео имена оних који су подржавали полицију у истрази и на тај начин је издвојио људе за које је он сматрао да нису криви. Ситуација је постала очитије упитна када је он дан касније на листу људи које је у овом случају прогласио невинима само на основу личног мишљења и става, додао и име Николе Стојановића, члана тадашњег председништва. Згоњанин је искористио опште незадовољство народа поводом овог случаја у своју корист и полиција је из овог случаја изашла са још већом моћи него пре. Нико ко није био поменут у Загоњаниновим изјавама, није из случаја изашао као ослобођен од оптужби. Не сматра се да је Душко Згоњанин радио самостално и на своју руку, већ да су му упути долазили из кабинета у Београду, од генерала армије Николе Љубичића који је касније довео до успона Слободана Милошевића на власт.
Етнички проблеми који се везују за Душка Згоњанина односе се на период након Афере Агрокомерц. Иако је у врху тајне полиције било припадника и Срба и Хрвата и Муслимана, спискови које је Згоњанин саставио везано за аферу указивали су на почетке политичких сукоба међу врхом.